# Waldemar Wiśniewski
Waldemar Wiśniewski (ur. 16 maja 1951, zm. 10 września 2002) – polski koszykarz występujący na pozycji skrzydłowego, wielokrotny medalista mistrzostw Polski.
Pochowany na Cmentarzu Podgórskim w Krakowie (kwatera VIII-7-23).

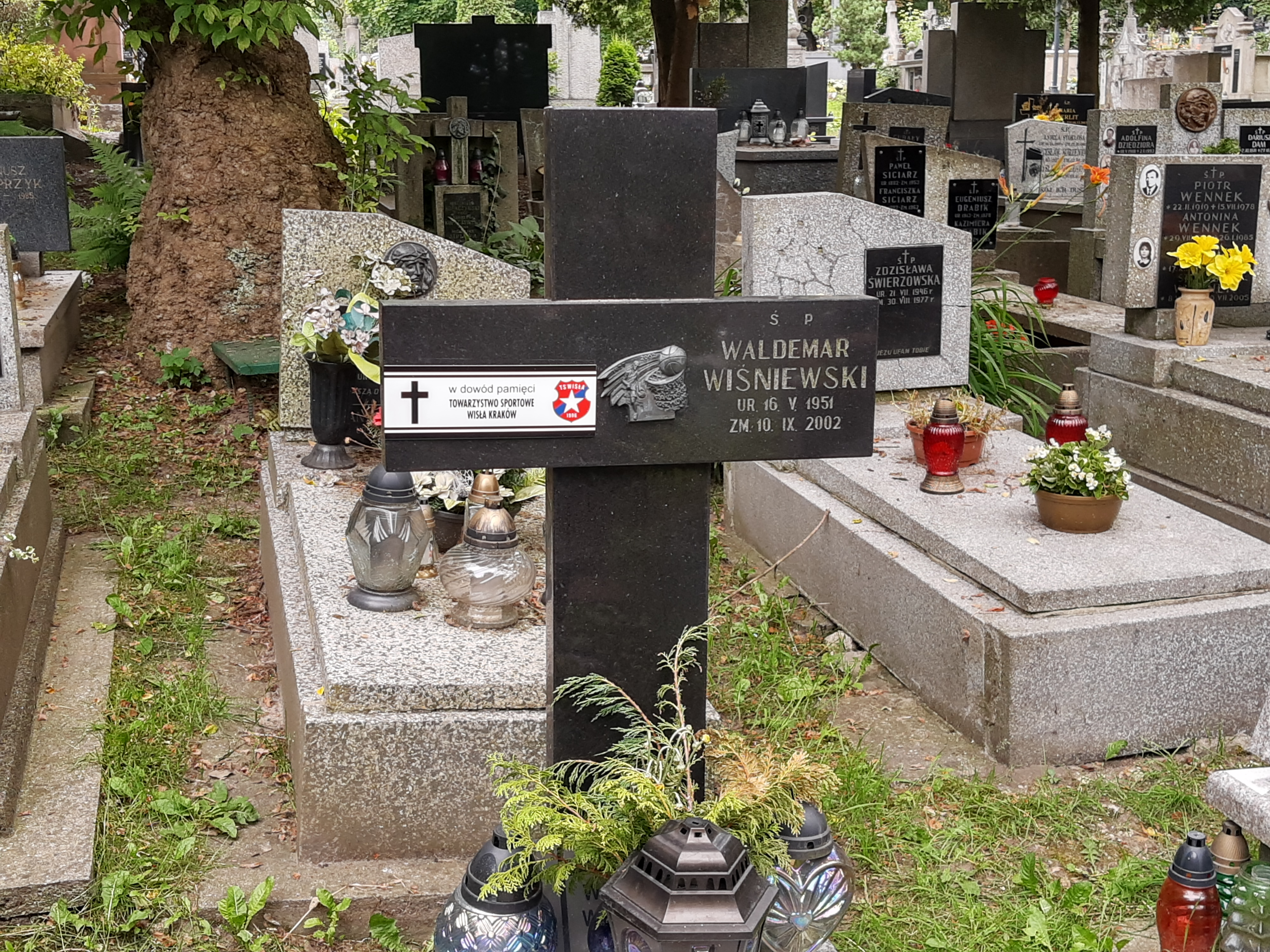
Grób Waldemara Wiśniewskiego na Cmentarzu Podgórskim

## Osiągnięcia
Na podstawie, o ile nie zaznaczono inaczej.
Klubowe
- 2-krotny mistrz Polski (1974, 1976)
- 2-krotny wicemistrz Polski (1975, 1977)
- Brązowy medalista mistrzostw Polski (1972)
- Uczestnik rozgrywek Pucharu Europy Mistrzów Krajowych (1975, 1977)

Reprezentacja
- Uczestnik mistrzostw Europy U–18 (1970 – 6. miejsce)[3]
- Brąz turnieju Alberta Schweitzera U–18 (1969 – Mannheim)